# Аргамджи (верхний приток Калгуты)
Аргамджи — река в России, протекает в Кош-Агачском районе Республики Алтай на плато Укок. Левый приток реки Калгуты. Самая восточная из 4-х рек, носящих название Аргамджи.

## Описание
Река длиной 11 км, истоки реки находятся на юго-восточных склонах горы Аргамджи. Река течёт на север, обходя гору с востока, и впадает в Калгуты по левому берегу в 35 км от её устья.

## Этимология
Название происходит от каз. аргамджи — волосяная веревка.